# 大西洋沿岸平原
大西洋沿岸平原（英語：Atlantic coastal plain）是美國東岸大西洋沿岸的一片平原。它从纽约湾向南延伸2200英里(3500公里)，直至佐治亚州與佛罗里达州交界地帶。平原的範圍大致為大西洋海岸向内陆延伸约50至100公里。
大西洋沿岸平原的平均海拔高度不超过900米，平原內有许多河流、草沼和树沼 。 

大西洋沿岸平原遍及马萨诸塞州、罗德岛州、纽约州、新泽西州、宾夕法尼亚州、特拉华州、马里兰州、华盛顿哥伦比亚特区、弗吉尼亚州、北卡罗来纳州、南卡罗来纳州、乔治亚州和佛罗里达州部分地区

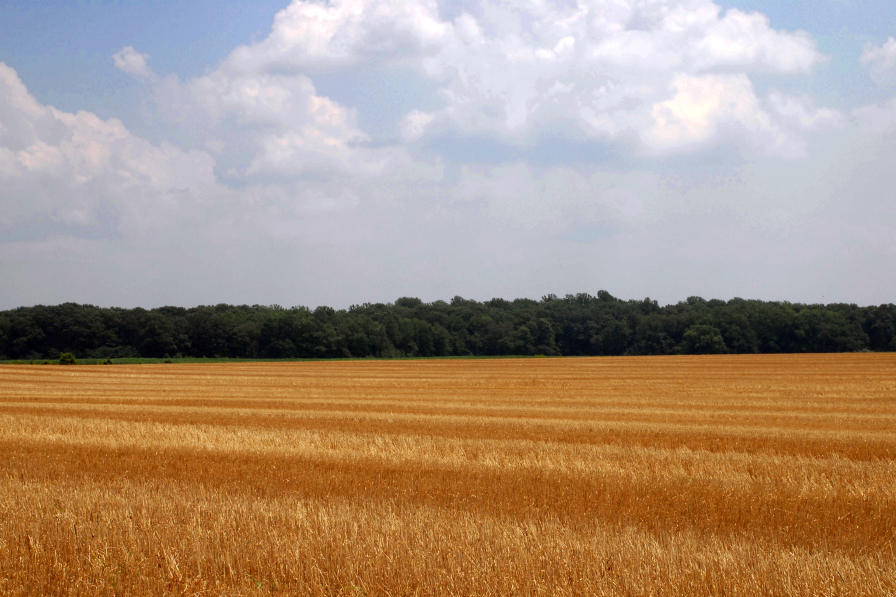
马里兰东海岸申特維附近的麦田，地势平坦，此地屬於大西洋沿岸平原的一部分